# 王美银
王美银（1988年12月26日—），山东曲阜人，中国前职业自行车手，退役前曾效力中国恒翔自行车队。
2009年至2016年间曾先后效力马哥孛罗及恒翔洲际自行车队，2017年加入世界自行车队巴林–美利達。2017年10月19日，王美银身披巴林美利达车队战袍， 登上格力“世巡赛·环广西”的赛场，是本届比赛唯一的中国选手。
王美银于2022年赛季结束后退役及从商，创立自家品牌，售卖高阶自行车。